# Michiel Bartman
Michiel Bernhard Emiel Marie Bartman (* 19. Mai 1967 in Haarlemmermeer) ist ein ehemaliger niederländischer Ruderer, 1996 war er Olympiasieger mit dem Achter.

## Erfolge
Bartman begann 1983 mit dem Rudersport. 1993 nahm er im Vierer mit Steuermann erstmals an Ruder-Weltmeisterschaften teil und belegte den siebten Platz. 1994 in Indianapolis gewann der niederländische Vierer mit Steuermann die Bronzemedaille. 1995 wechselte Bartman in den Achter, der bei den Ruder-Weltmeisterschaften 1995 hinter dem Deutschland-Achter auf den zweiten Platz fuhr. 1996 gewann der niederländische Achter bei der Olympiaregatta in Atlanta Gold in der Besetzung Henk-Jan Zwolle als Bugmann, Diederik Simon, Michiel Bartman, Koos Maasdijk, Niels van der Zwan, Niels van Steenis, Ronald Florijn, Nico Rienks als Schlagmann und Steuermann Jeroen Duyster.
1997 wechselte Bartman vom Riemenrudern zum Skull, bei den Ruder-Weltmeisterschaften 1997 belegte er mit dem Doppelvierer den siebten Platz. 1998 ruderte Bartman mit Derk Fontein im Doppelzweier, bei den Ruder-Weltmeisterschaften 1998 fuhren die beiden auf den 13. Platz. Im Jahr darauf saß Bartman wieder im Doppelvierer, der bei den Ruder-Weltmeisterschaften 1999 den vierten Platz erreichte. Bei der Olympiaregatta 2000 in Sydney gewannen Jochem Verberne, Dirk Lippits, Diederik Simon und Michiel Bartman Silber hinter dem italienischen Doppelvierer und vor dem deutschen Boot. Im Jahr darauf bei den Ruder-Weltmeisterschaften 2001 siegte der deutsche Doppelvierer vor den Niederländern und den Italienern, im niederländischen Vierer saßen Geert Cirkel, Lippits, Simon und Bartman. 2002 wechselten Cirkel, Simon und Bartman in den Vierer ohne Steuermann und belegten zusammen mit Matthijs Vellenga den fünften Platz bei den Weltmeisterschaften. 2003 traten Cirkel, Simon und Bartman wieder im Doppelvierer an, erreichten aber bei den Weltmeisterschaften nur den letzten Platz im B-Finale. 2004 kehrten Simon und Bartman acht Jahre nach ihrem Olympiasieg zurück in den Achter und gewannen hinter dem US-Achter die Silbermedaille bei den Olympischen Spielen 2004.
Nach den Olympischen Spielen 2004 beendete Bartman seine aktive Laufbahn und wurde Rudertrainer in den Vereinigten Staaten, wo er in den nächsten Jahren unter anderem beim Vesper Boat Club und an der Harvard University tätig war.